# Chikara Akutsu
Chikara Akutsu (阿久津 主税, Akutsu Chikara), né le 24 juin 1982 à Nishinomiya, au Japon, est un joueur professionnel de shōgi.

## Carrière au shogi

### Historique des promotions
Chikara Akutsu entre au centre de formation de la Fédération japonaise de shōgi en 1994. Il passe professionnel en remportant le grade de 4e dan en octobre 1999.
- 1994 : 6e kyū ;
- 1997 : 1er dan ;
- 1999 : 4e dan ;
- 2004 : 5e dan ;
- 2007 : 6e dan ;
- 2009 : 7e dan ;
- 2014 : 8e dan.

### Style de jeu
Akutsu a donné son nom à une variante de l'ouverture en double yagura, l'attaque rapide d'Akutsu (en).

### Titres et championnats
Akutsu ne s'est jamais qualifié pour la finale d'un tournoi majeur ; il a cependant remporté deux titres secondaires : la coupe Asahi en 2008 et le Ginga-sen en 2009.

### Prix et distinctions
Akutsu a reçu de la fédération le prix du meilleur jeune joueur en 2004, celui du meilleur pourcentage de victoires en 2006 et du plus grand nombre de victoires consécutives en parties officielles en 2009.

### Classement annuel des gains en tournoi
Akutsu a figuré dans le top 10 du classement annuel des joueurs de shogi remportant le plus de gains (ja) une fois en 2009.
| Année | Montant gagné | Rang |
| ----- | ------------- | ---- |
| 2009  | 25 700 000 ¥  | 9e   |